# Rigsrådet (1855-1866)
 For alternative betydninger, se Rigsrådet. (Se også artikler, som begynder med Rigsrådet)
Rigsrådet var et fælles parlament for de danske og tyske dele af det danske monarki, der blev skabt ved Oktoberforfatningen i 1855. På grund af tysk modstand fik rådet dog ringe betydning, og i 1858 forlod Holsten og Lauenburg rådet. Det blev endeligt afskaffet i 1866, efter tabet af Slesvig i 1864.

## Historie
Samtidig med at Junigrundloven af 1849, der var beregnet på at omfatte hele Danmarks rige og alle dets anliggender, ved grundlovsbestemmelsen af 29. august 1855 indskrænkedes til kun at gælde for kongerigets særlige sager, oprettedes ved forfatningsloven for det danske monarkis fællesanliggender af 2. oktober 1855 for Danmark, Slesvig, Holsten og Lauenburg et fælles rigsråd med ansvar for visse almindelige rigsanliggender: kongehus i henhold til Tronfølgeloven af 31. juli 1853, diplomati, hær og flåde med det dertil svarende finansvæsen.
Rådet havde haft en slags forløber i den forsamling, som blev skabt af ministeriet Ørsted ved anordningen af 26. juli 1854 uden rådførsel med den danske Rigsdag. Dette råd bestod af 20 kongevalgte medlemmer, hvis myndighed imidlertid havde været yderst begrænset. Oktoberforfatningens rigsråd, der vel var tilvejebragt under et svært tryk fra ministeriet under C.C. Halls ægide, men dog på lovlig måde, var bygget på etkammersystemet og talte 20 kongevalgte og 60 andre medlemmer. Af disse blev de 30 udnævnt af de forskellige bestående repræsentationer for landsdelene, kongerigets Rigsdag og stænderforsamlingerne i hvert af de 3 hertugdømmer, mens de øvrige 30 ved blev valgt af befolkningen ved umiddelbare skriftlige valg blandt mænd over 25 år, som svarede 400 kr. i skat eller havde en indtægt af mindst 2400 kr. årligt. Valgene var forholdstalsvalg efter en sindrig metode opfundet af C.C.G. Andræ, der i det hele var Oktoberforfatningens egentlige forfatter.
Af samtlige 80 repræsentanter gjaldt de 47 for kongeriget, 13 for Slesvig, 18 for Holsten og 2 for Lauenburg, idet hensynet til folkemængde og skatteydelse var taget til udgangspunkt. Forsamlingen, hvis formand og næstformand beskikkedes af kongen, havde ikke initiativ, og dens bevillingsmyndighed var indskrænket til de beløb, som behøvedes ud over det af kongen een gang for alle indtil videre bevilgede normalbudget. Ved forhandlingerne var der indrømmet det danske og det tyske sprog fuldkommen ligeberettigelse.
Efter at Holsten og Lauenburg var udtrådt af rigsrådsforbindelsen ved patent af 6. november 1858 i henhold til Det tyske Forbunds beslutning af 11. februar samme år, bevarede denne en årrække sin gyldighed for Danmark og Slesvig. Rigsrådet blev ved Novemberforfatningen i 1863 for kongeriget Danmarks og hertugdømmet Slesvigs fællesanliggender omdannet efter dansk parlamentarisk mønster og fik to kamre, Folketing (med 130 medlemmer) og Landsting (med 83 medlemmer, heraf 18 kongevalgte), ikke at forveksle med Rigsdagens senere to kamre af samme navn. Men da ikke blot de to tyske hertugdømmer men også Slesvig ved Wienerfreden 30. oktober 1864 var gået tabt, ophørte motivet til rigsrådsforfatningen. Ved forfatningsloven af 28. juli 1866 blev Rigsdagen atter den eneste folkerepræsentation for samtlige kongeriget Danmarks statsanliggender.
- Medlemmer af Rigsrådet (1855-1866)